# Запис Петковића храст (Војска)
Запис Петковића храст (Војска) се налази на парцели чији је власник Петковић Миодраг.

## Локација
| Општина             | Свилајнац                                                        |
| Катастарска општина | Војска                                                           |
| Потес               | Ловче                                                            |
| Координате          | 44° 06′ 03″ С; 21° 13′ 01″ И / 44.1008° С; 21.216999999999999° И |
| Надморска висина    | 184m                                                             |

## Карактеристике
Дендрометријске вредности утврђене на терену и сателитским снимцима:
| Стабло                     | Храст |
| Висина стабла              | m     |
| Обим дебла                 | m     |
| Пречник крошње             | 12m   |
| Пречник дебла              | m     |
| Висина дебла до прве гране | m     |

## База записа
Запис је у оквиру Викимедија пројекта "Запис - Свето дрво" заведен под редним бројем 0686.